# Acraea baxteri
Acraea baxteri är en fjärilsart som beskrevs av Sharpe 1902. Acraea baxteri ingår i släktet Acraea och familjen praktfjärilar. Inga underarter finns listade i Catalogue of Life.